# Kasper Thiesson Kristensen
Kasper Thiesson "TK" Kristensen (født 4. august 1999) er dansk fodboldspiller, der spiller for den danske klub Esbjerg fB.

## Klubkarriere
Kristensen spillede for FC Skanderborg, inden han i 2015 skiftede til AGF.

### AGF

#### Ungdom
Han blev kåret som årets U/17-spiller for AGF i U/17 Ligaen efter 2015-16-sæsonen. Han var dog ikke kontinuerligt førstemålmand i AGF for U/17- og U/19-holdene.

#### Senior
Han fik sin uofficielle debut for AGF i vinteren 2018 under på en træningslejr med førsteholdet i Portugal, hvor han erstattede Aleksandar Jovanovic i en kamp mod kinesiske Beijing Guoan F.C. Han var første gang med på bænken til en Superligakamp den 9. februar 2018 mod Hobro IK. Kristensen forlængede i starten af juni 2018 sin kontrakt med AGF, således parterne havde papir på hinanden frem til sommeren 2019.
Kristensen fik uventet sig debut for AGF i Superligaen den 9. november 2018, da Oscar Whalley blev tildelt sin anden advarsel og dermed udvisning. Han blev samtidig den næstyngste målmand for AGF med sine 19 år, 1 måned og syv dage, kun overgået af Jakob Kragh. Den normale andenmålmand Roman Mysak var dog også skadet i en finger, som også var årsagen til, at Kristensen fik sin debut ugen forinden, og det resulterede i, at Kristensen også stod den efterfølgende kamp mod AC Horsens den 26. november 2018, som AGF dog tabte 1-2 hjemme.
AGF hentede dog flere målmænd udefra, blandt andet Kamil Grabara, og det lykkedes ikke Kristensen at slå igennem i klubben.

### Trelleborgs FF
I foråret 2021 var Kasper Kristensen til prøvetræning i den svenske klub Trelleborgs FF, og her gjorde han så godt et indtryk, at klubben ønskede at give ham en kontrakt. AGF havde kontrakt med til og med udgangen af 2021, men ophævede denne, så han kunne skrive en étårig kontrakt med svenskerne. Han fik debut for sin nye klub 3. maj samme år mod Jönköpings Södra IF i en Superettan-kamp, der endte 1-1.

## Privatliv
Kasper Thiesson Kristensen er bror til Thomas Thiesson Kristensen, som spiller i AGF.